# Cień sejsmiczny

Strefa cienia w przypadku fal podłużnych (P) tworzy pierścień po przeciwnej niż epicentrum stronie globu.

Fale poprzeczne (S) nie przechodzą przez jądro zewnętrzne Ziemi i nie są rejestrowane po przeciwnej stronie Ziemi.

Cień sejsmiczny - obszar Ziemi znajdujący się w dużej odległości od epicentrum trzęsienia ziemi, w którym nie rejestruje się niektórych rodzajów fal sejsmicznych. Jest to efekt istnienia płynnego jądra zewnętrznego Ziemi, które pochłania (tłumi) fale poprzeczne (S) i ugina fale podłużne (P).

## Opis
Położenie i rozmiar cienia sejsmicznego można podać w postaci odległości kątowej od epicentrum. Strefa cienia fali S obejmuje cały obszar powyżej 105° – jako że fale poprzeczne nie rozchodzą się w jądrze zewnętrznym.
Strefa cienia fali P natomiast rozciąga się od 103. do 143. stopnia i fale te są rejestrowane po przeciwnej stronie Ziemi. Jądro zewnętrzne powoduje silne ugięcie fali, ale może się ona w nim rozchodzić. Dodatkowo w obszarze cienia, powyżej 103° obserwuje się słabsze fale podłużne, które uległy dyfrakcji na granicy jądra i płaszcza.